# Амне (Француска)
Амне (фр. Amné) је насељено место у Француској у региону Лоара, у департману Сарт.
По подацима из 2011. године у општини је живело 519 становника, а густина насељености је износила 32,54 становника/km².

## Демографија
| 1962. | 1968. | 1975. | 1982. | 1990. | 2011. |
| ----- | ----- | ----- | ----- | ----- | ----- |
| 462   | 437   | 384   | 354   | 321   | 519   |